# Les Deux Timides (film, 1929)
Pour les articles homonymes, voir Les Deux Timides.
Pour plus de détails, voir Fiche technique et Distribution.
Les Deux timides est un film muet français réalisé par René Clair, sorti en 1929.
C'est le dernier des films muets tournés par le réalisateur avant son premier film sonore, Sous les toits de Paris (1930).

## Synopsis
« Le jeune avocat Frémissin est affligé d'une timidité maladive. Sa première plaidoirie est un désastre et entraîne la condamnation de son client. Ce dernier, une fois sorti de prison, souhaite épouser Cécile, la fille de maître Thibaudier, un homme extrêmement timide également. Or, Cécile est amoureuse de Frémissin qui n'ose pas demander sa main ».

## Fiche technique
- Titre : Les Deux Timides
- Réalisation : René Clair, assisté de Georges Lampin et de Georges Lacombe
- Scénario : René Clair, d'après la pièce d'Eugène Labiche
- Décors : Lazare Meerson
- Photographie : Robert Batton et Nicolas Roudakoff
- Montage : René Clair
- Producteur : Alexandre Kamenka
- Sociétés de production : Films Albatros et Sequana Films
- Société de distribution : Les Films Armor
- Pays d'origine : France
- Format : Noir et blanc - 1,33:1 - Film muet - 35 mm
- Genre : Comédie
- Durée : 62 minutes
- Date de sortie : 1er mars 1929
- Affiche : Roger Cartier (France)

## Distribution
- Maurice de Féraudy : Me Thibaudier
- Pierre Batcheff : Jules Frémissin
- Véra Flory : Cécile Thibaudier
- Françoise Rosay : la tante de Jules
- Jim Gérald : Anatole Garadoux
- Madeleine Guitty : Annette
- Yvette Andreyor : Mme Garadoux
- Léon Larive
- Anna Lefeuvrier : la cousine Garadoux
- Louis Pré Fils : le cousin Garadoux
- Antoine Stacquet
- Odette Talazac : la chanteuse
- Bill Bocketts

## Musique
- En 1952, René Clair au demandé à Georges Delerue de composer une musique pour illustrer le film.